# La Rochette (Charente)
La Rochette (okzitanisch La Rocheta) ist ein Ort und eine Gemeinde mit 525 Einwohnern (Stand 1. Januar 2022) im westfranzösischen Département Charente in der Region Nouvelle-Aquitaine. Die Gemeinde besteht aus mehreren Weilern (hameaux) und Einzelgehöften.

## Lage

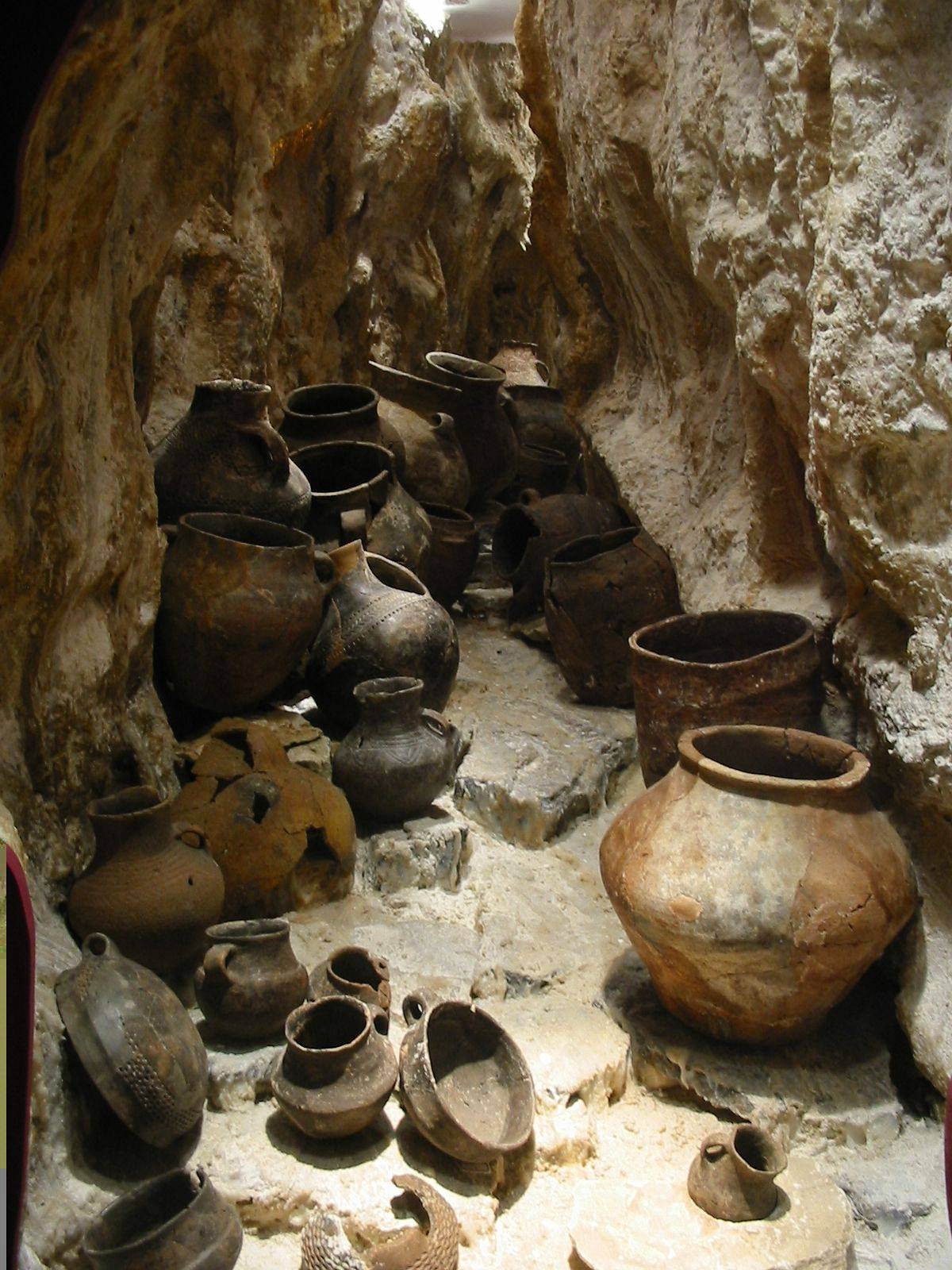
Funde aus La Rochette im Musée d’Angoulême

Der Ort La Rochette liegt auf dem Südufer der Tardoire in der alten Kulturlandschaft des Angoumois, einem Teil der Charente, in einer Höhe von etwa 75 m ü. d. M. und ist etwa 25 km (Fahrtstrecke) in nordöstlicher Richtung von der Stadt Angoulême entfernt.

## Bevölkerungsentwicklung
| Jahr      | 1800 | 1851 | 1901 | 1954 | 1999 | 2013 |
| Einwohner | 767  | 851  | 575  | 393  | 442  | 541  |

Der Bevölkerungsrückgang im ausgehenden 19. und in der ersten Hälfte des 20. Jahrhunderts ist in der Hauptsache auf den Verlust an Arbeitsplätzen infolge der Reblauskrise und der zunehmenden Mechanisierung der Landwirtschaft zurückzuführen. Durch die relative Nähe zur Stadt Angoulême und den auf dem Lande deutlich niedrigeren Immobilienpreisen ist die Zahl der Einwohner seit den 1960er Jahren wieder angestiegen.

## Wirtschaft
Lebten die Bewohner des Ortes jahrhundertelang als Selbstversorger von den Erträgen ihrer Felder und Gärten; einige betätigten sich auch als Handwerker und Kleinhändler. Im ausgehenden Mittelalter und in der frühen Neuzeit wurde der Weinbau vorangetrieben, der jedoch – nach der Reblauskrise im ausgehenden 19. und beginnenden 20. Jahrhundert – das alte Mengenniveau nie wieder erreicht hat. Eine nicht unbedeutende Rolle für das Wirtschaftsleben der Gemeinde spielt auch der Tourismus in Form der Vermietung von Ferienwohnungen (gîtes).

## Geschichte
Auf dem Gemeindegebiet wurden bronze- und eisenzeitliche Kleinfunde gemacht; von großer archäologischer Bedeutung sind die Krüge, Vasen und Schalen etc. aus der Grotte des Duffaits, die heute im Musée d’Angoulême gezeigt werden. Auch einige spätrömische Münzen und – an anderer Stelle – ein antiker Steinsarkophag wurden entdeckt. Im Mittelalter lag der Ort an einer Nebenstrecke der Jakobswegs (Via Turonensis); wegen der soliden Bauweise und des aufwendigen Bauschmucks dürfte es sich bei der Kirche des Ortes um eine ehemalige Prioratskirche gehandelt haben. Seit dem Jahr 1610 sind die wechselnden Grundherrnfamilien des Ortes bekannt; im Verlauf der Französischen Revolution wurden sämtliche Grundherrschaften aufgelöst.

## Sehenswürdigkeiten
- Die Pfarrkirche Saint-Sébastien entstand im ausgehenden 11. bzw. im beginnenden 12. Jahrhundert und ist weitgehend aus exakt behauenen Steinen gefügt. Apsis, Turm und Fassade sind weitgehend ungegliedert; das Erdgeschoss der Fassade zeigt das für Kirchenbauten der Charente typische Triumphbogenschema mit seitlichen Blendportalen, deren leicht angespitzte Bogenfelder jedoch vergleichsweise aufwendig mit Figuren (Reiter und Besiegte) gestaltet sind. Den Übergang zum rechteckigen Giebelfeld (vgl. Agris, Nersac u. a.) bildet ein durch ein Fenster mit eingestellten Säulen unterbrochener figürlicher Konsolenfries, der sich unterhalb der Dachtraufen des Langhauses fortsetzt. Das Kirchenschiff ist von einer Spitztonne mir Gurtbögen gewölbt. Der mit Steinschindeln (lauzes) gedeckte ländliche Kirchenbau ist seit dem Jahr 1941 als Monument historique anerkannt.[3] Der aus Kolz geschnitzte Barockaltar zeigt gedrehte Säulen und ist gesondert als Monument historique eingestuft.[4]
- Das am nördlichen Ortsrand gelegene Château de La Rochette stammt aus der Übergangszeit vom 16. zum 17. Jahrhundert. Der einheitlich gestaltete Bau besteht aus einem großen Wohntrakt (corps de logis) mit vier Eckrundtürmen, die anscheinend schon nicht mehr als Treppentürme fungierten. Der mit einigen Kreuzstockfenstern versehene Schlossbau ist seit dem Jahr 1992 als Monument historique anerkannt[5]

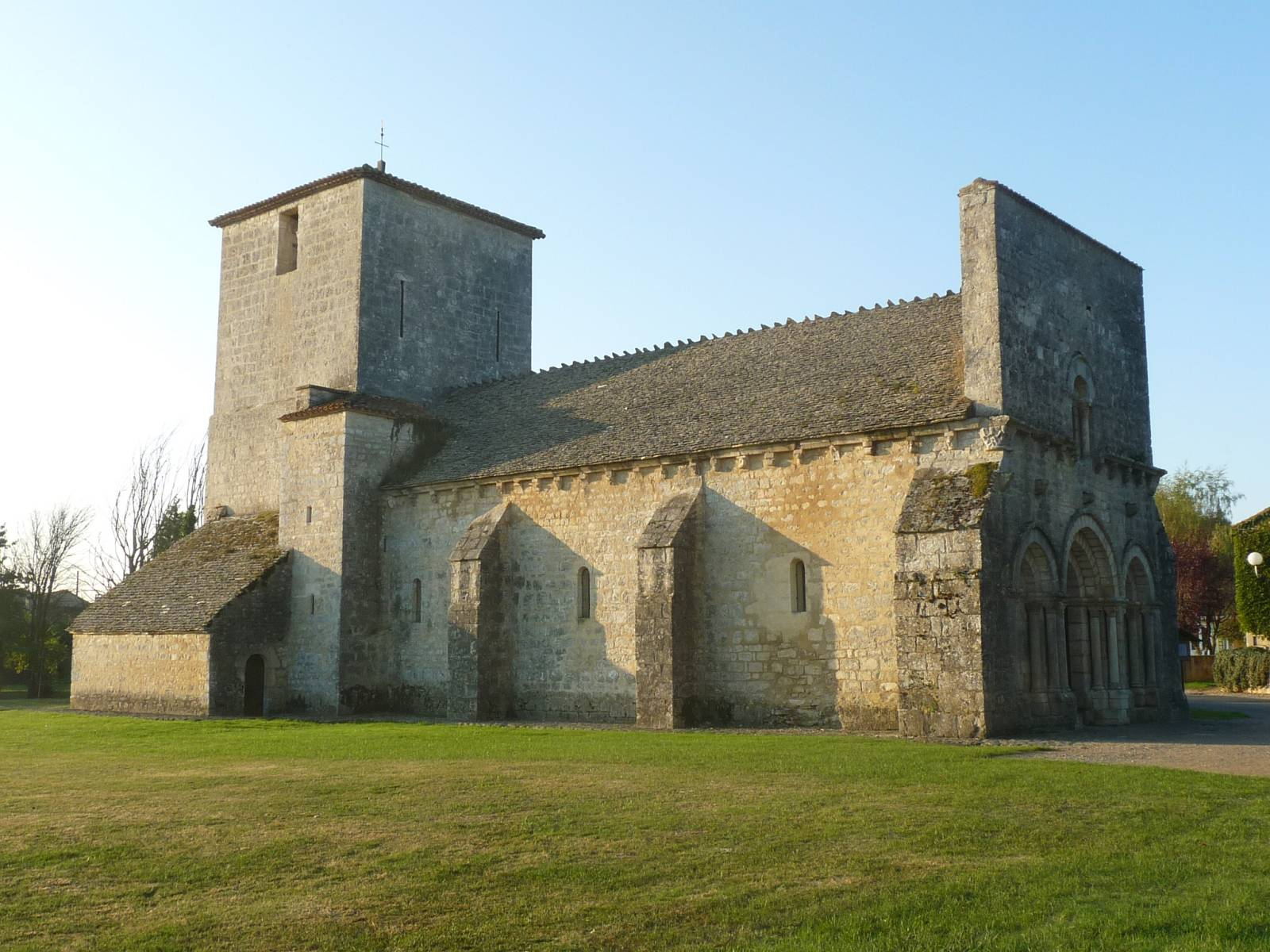
Kirche Saint-Sébastien
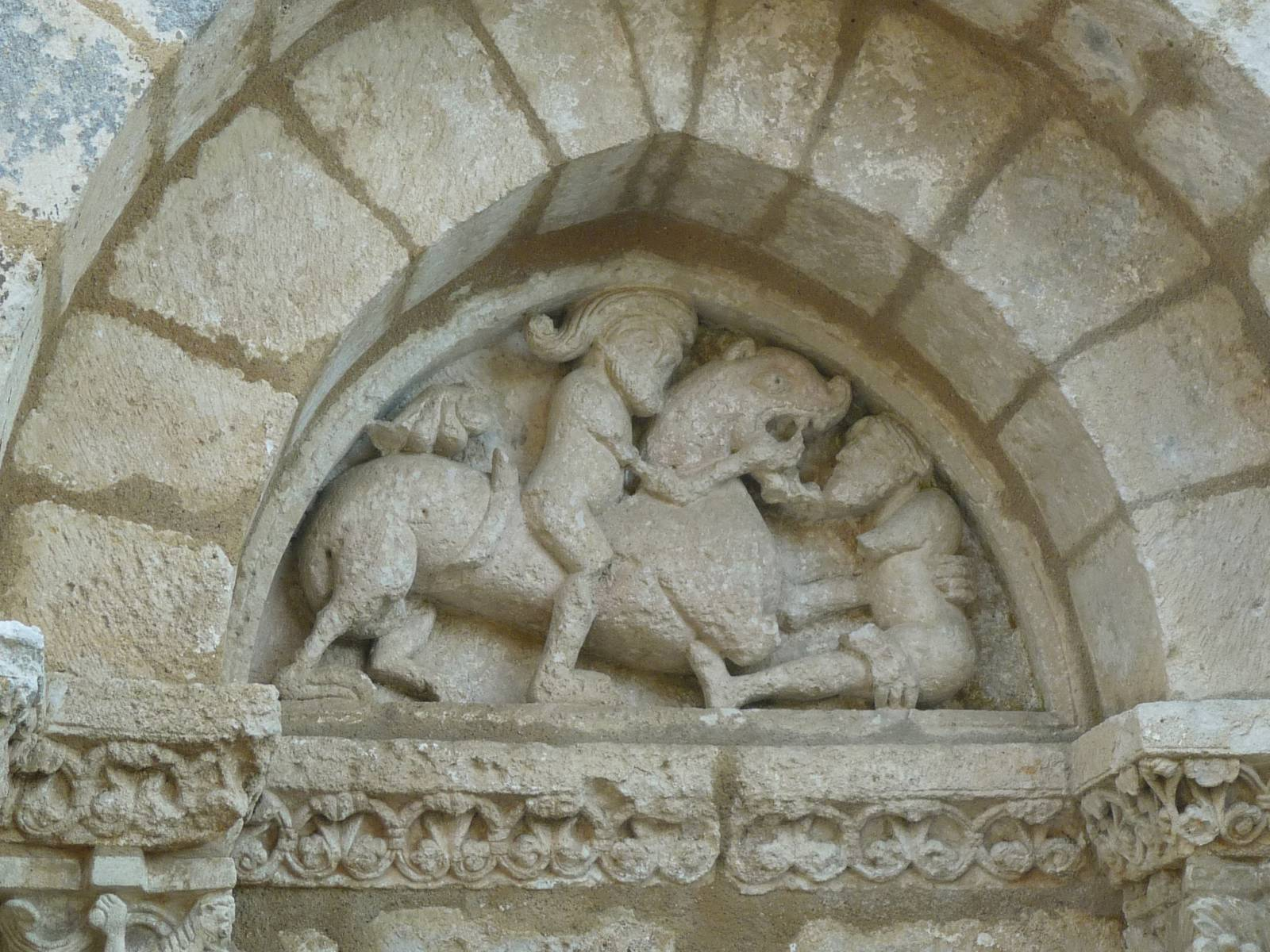
Tympanon
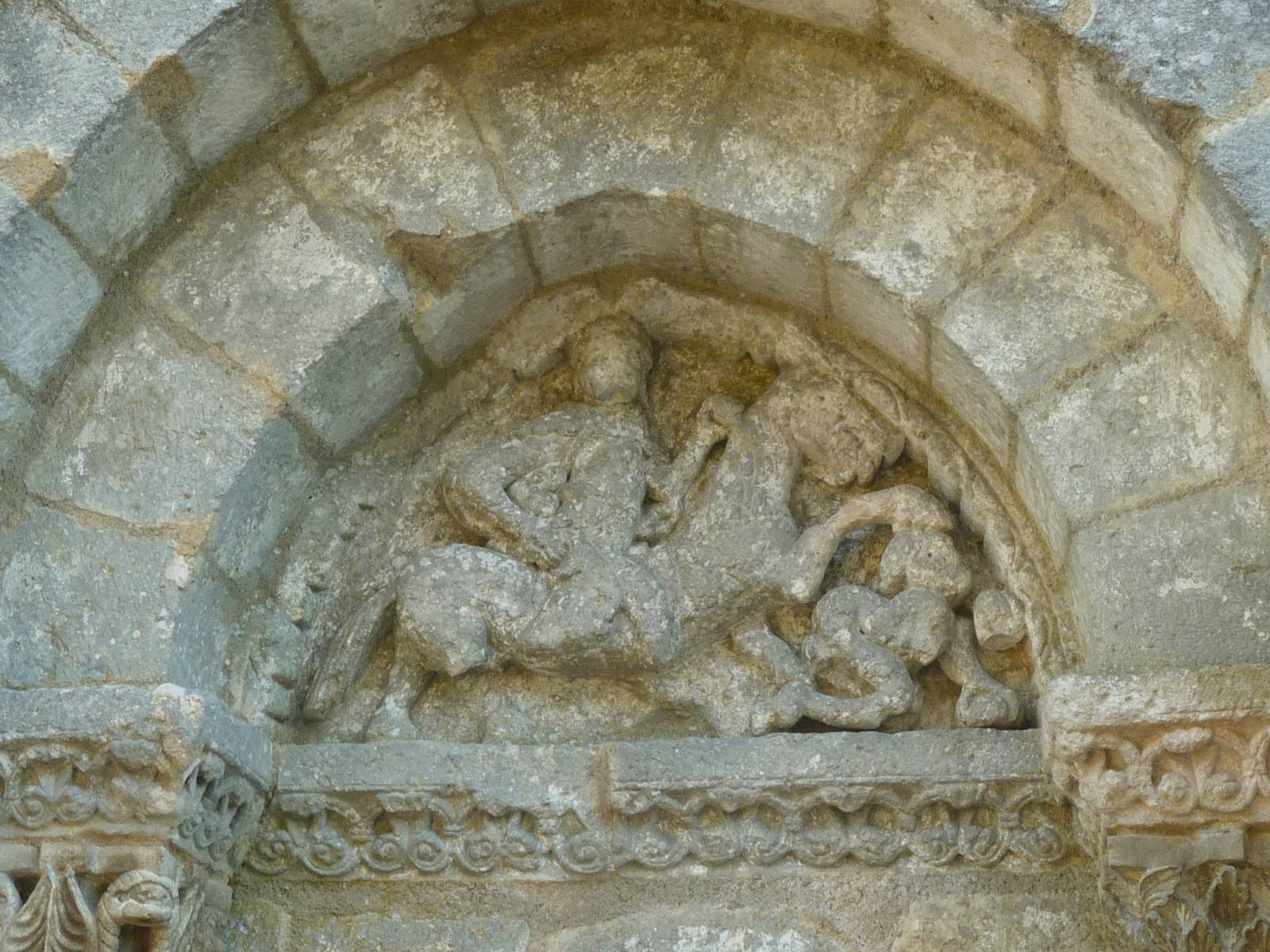
Tympanon
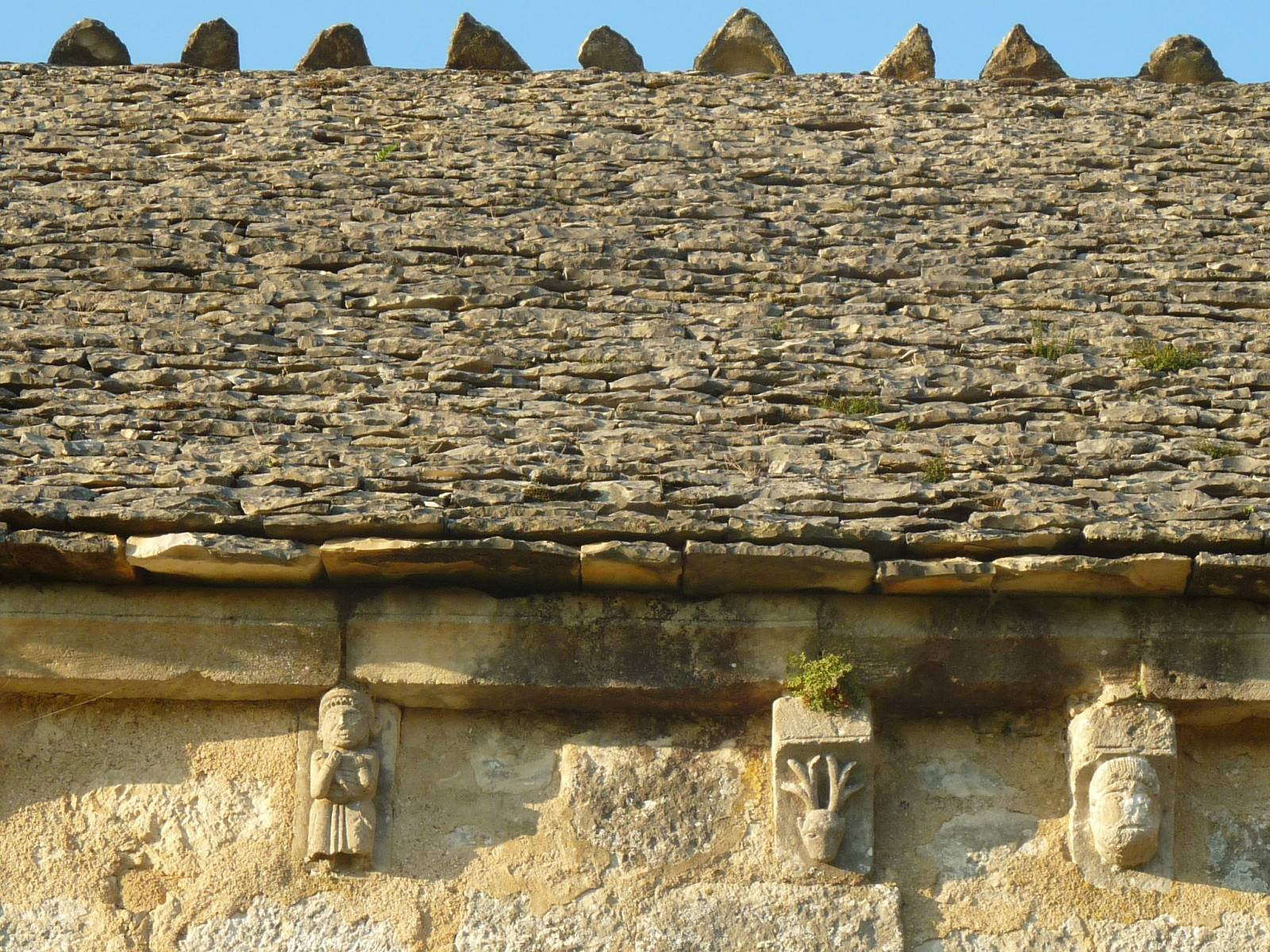
Figuren unterhalb der Dachtraufe
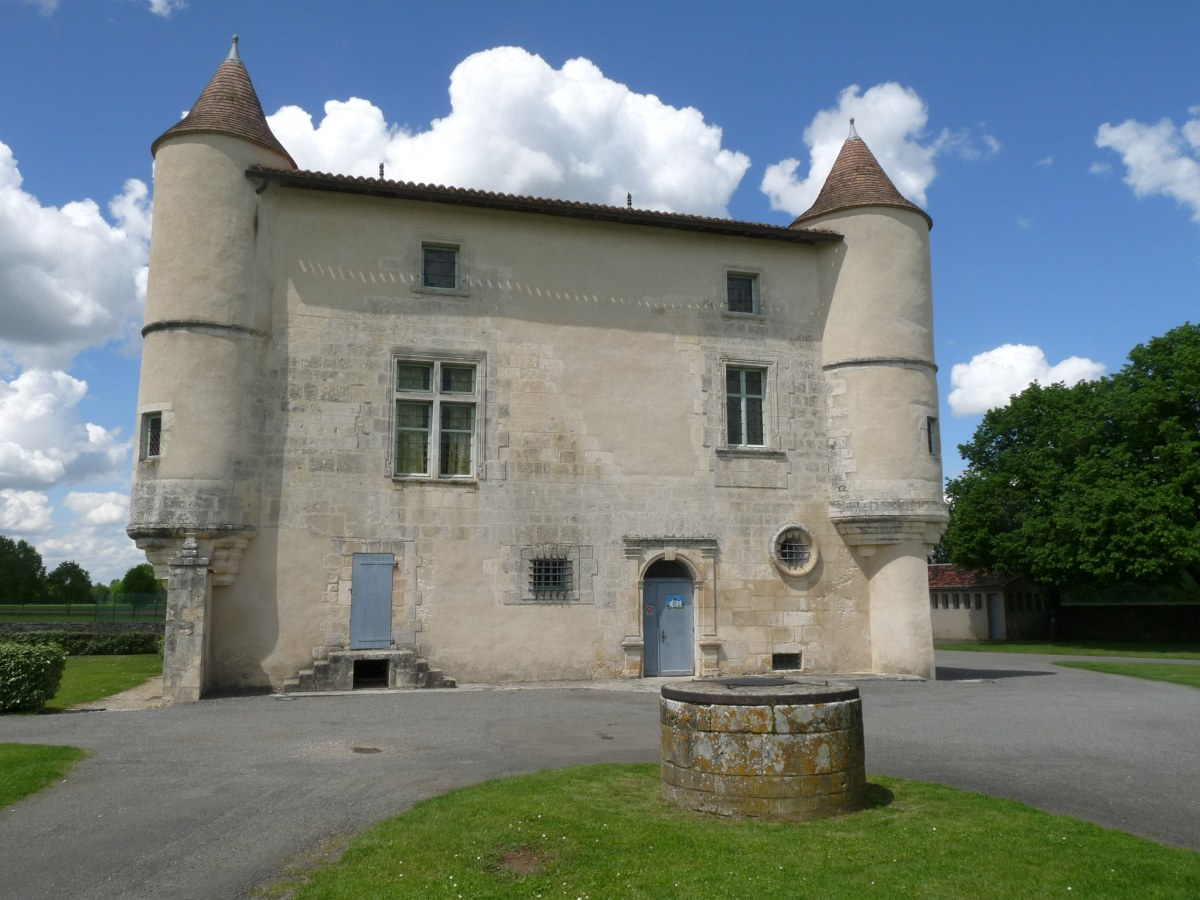
Château de La Rochette